# Copa Libertadores 2011
Copa Libertadores 2011 (oficial 2011 Copa Santander Libertadores de América din motive se sponsorizare) a fost al 52-a ediție a Cupei Libertadores. A fost câștigată de Santos FC.